# Sticherus
Sticherus is een geslacht met bijna 70 soorten varens uit de familie Gleicheniaceae.
Het zijn varens van tropische streken uit Australië en Nieuw-Zeeland.

## Naamgeving en etymologie
- Synoniem: Dicranopteris Und. (1907), Gleichenia subgen. Mertensia Hooker (1844), Mertensia Willd. (1804), Mesosorus Hassk. (1856)

- Engels: Umbrella ferns, Shield Ferns

## Kenmerken
Sticherus zijn terrestrische varens waarvan de bladen zich in één vlak dichotoom vertakken, waardoor ze een soort paraplu vormen. De bladen zijn onbehaard en aan de onderzijde grijsgroen gekleurd.

## Soortenlijst
Het geslacht telt naargelang de bron 65 tot 70 soorten. De meest bekende zijn:
- Sticherus flabellatus (R. Br.) H. St. John (1942)
- Sticherus lobatus Wakef. (1943)

Geslachten: Dicranopteris · Diplopterygium · Gleichenella · Gleichenia · Microphyllopteris † · Sticherus · Stromatopteris